# L'Héritage (film, 2006)
Pour les articles homonymes, voir L'Héritage.
Pour plus de détails, voir Fiche technique et Distribution.
L'Héritage, également intitulé L'Âme perdue des sommets, est un film franco-géorgien réalisé par Gela Babluani et Temur Babluani, sorti en 2006.

## Synopsis
Deux femmes et un homme viennent recevoir un héritage dans la ville de Tbilissi en Géorgie. Jean, Céline et Patricia sont accompagnés d'un traducteur, Nokolaï. Ils rencontrent dans le bus qui les conduit vers la montagne, un vieillard et son petit-fils. Ces derniers transportent un cercueil vide. En réalité le vieil homme et l'adolescent se rendent dans un clan ennemi où le grand-père doit être exécuté pour que cessent des rivalités entre leurs familles. La rencontre des deux groupes est la trame de ce film.

## Fiche technique
- Titre : L'Héritage
- Autre titre : L'Âme perdue des sommets
- Réalisation : Gela Babluani et Temur Babluani
- Scénario : Gela Babluani et Temur Babluani
- Photographie : Tariel Meliava
- Montage : Géla Babluani, Noémie Moreau et Anita Roth
- Production : Géla Babluani, Bruno Daniault, Jean-Marie Delbary, Jean-Charles Mille, Olivier Oursel et Fanny Saadi
- Pays d'origine :  France -  Géorgie
- Format : couleur - 2,35:1
- Durée : 77 minutes
- Date de sortie : 2006

## Distribution
- Sylvie Testud : Patricia
- Stanislas Merhar : Jean
- Olga Legrand : Céline
- Pascal Bongard : Nikolaï
- George Babluani : le jeune homme
- Leo Gaparidze : le grand-père
- Augustin Legrand : l'homme muet